# Dominika Włodarczyk
Dominika Włodarczyk   (Wieluń, 27 de gener de 2001) és una ciclista polonesa de carretera i ciclocròs, professional des del 2022 i que actualment corre per a l'equip UAE Team ADQ en categoria UCI Women’s WorldTeam.
Ha guanyat els nacionals de ciclocròs dos cops i també és campiona nacional de ruta.

## Palmarès en ruta
- 2021
  - Vencedora d'una etapa a la Belgrade GP Woman Tour
- 2022
  - 1a a la Watersley Challenge sub-23 i vencedora de dues etapes
- 2023
  - 1a a la Watersley Challenge sub-23 i vencedora d'una etapa
  - Vencedora de dues etapes al Tour de Feminin
  - Vencedora de dues etapes a la Gracia Orlová
- 2024
  -  Campiona de Polònia en ruta
- 2025
  - 1a a La Picto-Charentaise[3]

### Resultats a les Grans Voltes

#### Giro d'Itàlia
- 2024: 28a posició

#### Tour de França
- 2025: 4a posició

## Palmarès en ciclocròs
- 2020-2021
  -  Campiona de Polònia sub-23
- 2021-2022
  -  Campiona de Polònia
- 2022-2023
  -  Campiona de Polònia